# Richard Lichtenstern
Richard Lichtenstern (* 22. April 1870 in Wien; † 26. Mai 1937 Locarno, Schweiz) war ein österreichischer Unternehmer.

## Leben
Richard Lichtenstern war der Sohn des Textilgroßhändlers Heinrich Lichtenstern. Mit 15 Jahren trat Lichtenstern in den Betrieb seines Vaters in Wilhelmsburg ein. Dieser hatte erst zwei Jahre davor die nicht profitable k.k. privilegierte Wilhelmsburger Steingut- und Porzellanfabrik erworben. Im Jahr 1895, nachdem sein Vater starb, übernahm er die Leitung des Unternehmens. Das noch immer verschuldete Unternehmen konnte er aber innerhalb von zwei Jahren entschulden. Das Unternehmen wuchs innerhalb der nächsten zwölf Jahren zur größten Steingutgeschirrfabrik in Österreich-Ungarn. Im Jahr 1912 kaufte er in Znaim die Sanitär-Steingutfabrik Rudolf Ditmars Erben und in Teplitz-Schönau die Steingutfabrik der Brüder Urbach.
In Wilhelmsburg gründete Lichtenstern den ersten Arbeiter-Konsumverein. Den Sportplatz ließ er 1919 errichten. Im Jahr 1929 wurde das erste öffentliche Wannen- und Brausebad mit seinen Mitteln errichtet.
Ein Sohn war Kurt Heinz Lichtenstern, der nach dem Zweiten Weltkrieg unter dem in den USA angenommenen Namen Conrad Lester das Unternehmen wieder übernahm, später aber als Germanist und Hochschullehrer arbeitete.

## Würdigung
- Ein Zimmer im Wilhelmsburger Geschirrmuseum ist ihm gewidmet.[3]
- Die Lichtenstern-Siedlung in Wilhelmsburg trägt seinen Namen.